# 25052 Rudawska
25052 Rudawska este un asteroid din centura principală de asteroizi.

## Descriere
25052 Rudawska este un asteroid din centura principală de asteroizi. A fost descoperit pe 27 august 1998 la Stația Anderson Mesa în cadrul programului LONEOS. Asteroidul prezintă o orbită caracterizată de o semiaxă mare de 2,54 ua, o excentricitate de 0,17 și o înclinație de 6,0° în raport cu ecliptica.